# Conroe (Texas)
Conroe è un centro abitato degli Stati Uniti d'America situato nella contea di Montgomery (di cui è capoluogo) Stato del Texas.
La popolazione era di 56 207 persone al censimento del 2010. Fa parte dell'area metropolitana di Houston–The Woodlands–Sugar Land.

## Geografia fisica

### Territorio
Conroe è situata a 30°18′58″N 95°27′32″W (30.316124, -95.458801), circa 40 miglia (64 km) a nord di Houston.
Secondo lo United States Census Bureau, ha un'area totale di 37,9 miglia quadrate (98 km²), di cui 37,8 miglia quadrate (98 km²) di terreno e 0,1 miglia quadrate (0,26 km², 0,21%) d'acqua.

### Clima
Il clima in questa zona è caratterizzato da estati calde ed umide e da inverni lievemente freddi. Secondo il sistema di classificazione dei climi di Köppen, Conroe ha un clima subtropicale umido.

## Società

### Evoluzione demografica
Secondo il censimento del 2010 c'erano 56 207 persone, 18 651 nuclei familiari e 13 086 famiglie residenti nella città. La densità di popolazione era di 1066,2 persone per miglio quadrato (411,7/km²). C'erano 22 215 unità abitative a una densità media di 412,5 per miglio quadrato (162,8/km²). La composizione etnica della città era formata dal 69,7% di bianchi, il 10,3% di afroamericani, l'1,2% di nativi americani, l'1,8% di asiatici, less than lo 0,05% di isolani del Pacifico, il 13,7% di altre razze, e il 3,2% di due o più etnie. Ispanici o latinos di qualunque razza erano il 38,5% della popolazione.
Secondo il censimento del 2000, c'erano 13 145 nuclei familiari di cui il 35,3% aveva figli di età inferiore ai 18 anni, il 47,5% era costituito da coppie sposate conviventi, il 13,5% aveva un capofamiglia femmina senza marito e il 33,6% era classificato come "non-famiglia" dal United States Census Bureau. Dei 13 145 nuclei familiari, 643 are unmarried partner nuclei familiari: 582 heterosexual, 32 same-sex male, e 29 same-sex female nuclei familiari. Il 27,2% di tutti i nuclei familiari erano individuali e il 9,5% aveva componenti con un'età di 65 anni o più che vivevano da soli. Il numero di componenti medio di un nucleo familiare era di 2,73 e quello di una famiglia era di 3,33.
La popolazione era composta dal 28,1% di persone sotto i 18 anni, il 13,4% di persone dai 18 ai 24 anni, il 31,6% di persone dai 25 ai 44 anni, il 17,3% di persone dai 45 ai 64 anni, e il 9,6% di persone di 65 anni o più. L'età media era di 29 anni. Per ogni 100 femmine c'erano 101,2 maschi. Per ogni 100 femmine dai 18 anni in giù, c'erano 98,9 maschi.
Il reddito medio di un nucleo familiare era di 34.123 dollari e quello di una famiglia era di 37 201 dollari. I maschi avevano un reddito medio di 29 468 dollari contro i 23.025 dollari delle femmine. Il reddito pro capite era di 16 841 dollari. Circa il 15,0% delle famiglie e il 19,3% della popolazione erano sotto la soglia di povertà, incluso il 26,3% di persone sotto i 18 anni e l'11,9% di persone di 65 anni o più.

## Cultura

### Istruzione
La città è servita dal Lone Star College System.

## Galleria d'immagini

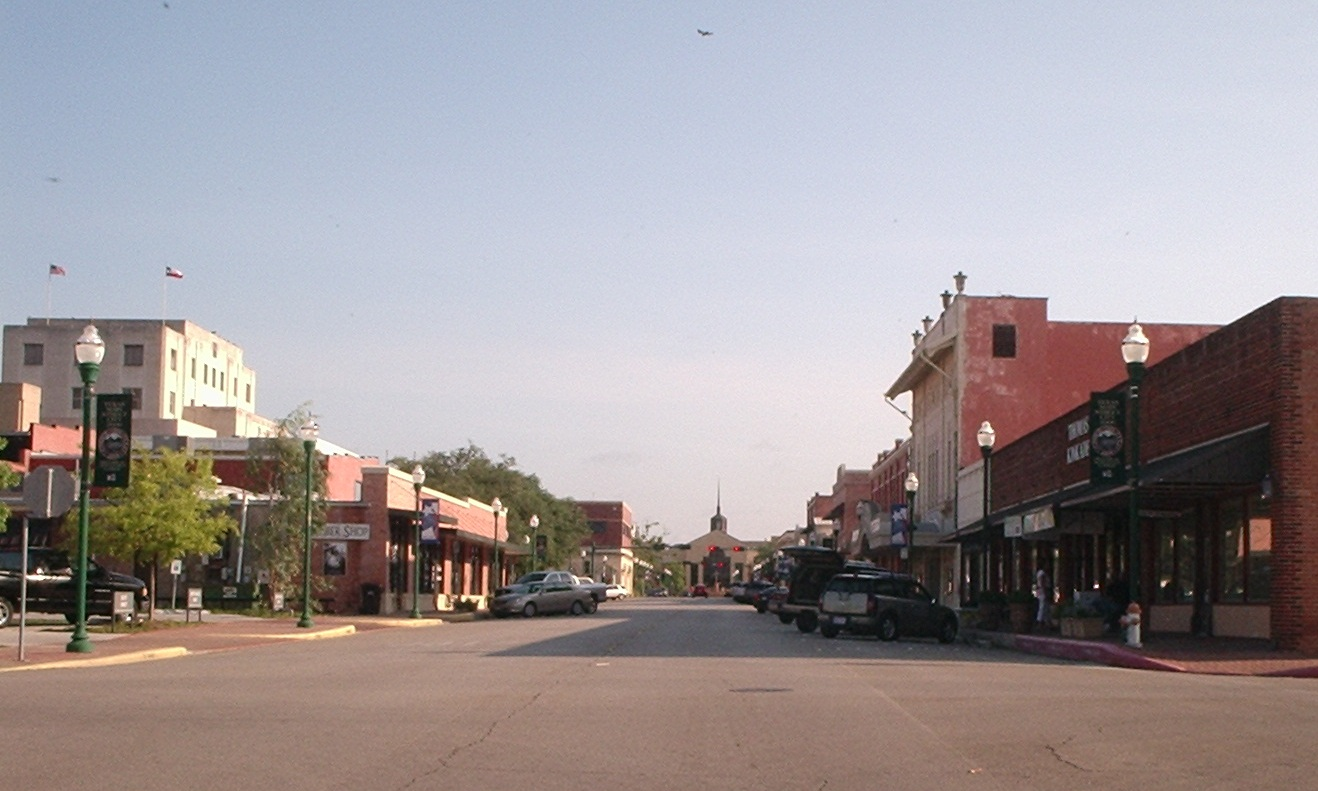
North Main St., Conroe, Texas, viewed looking north near its intersection with Simonton St.
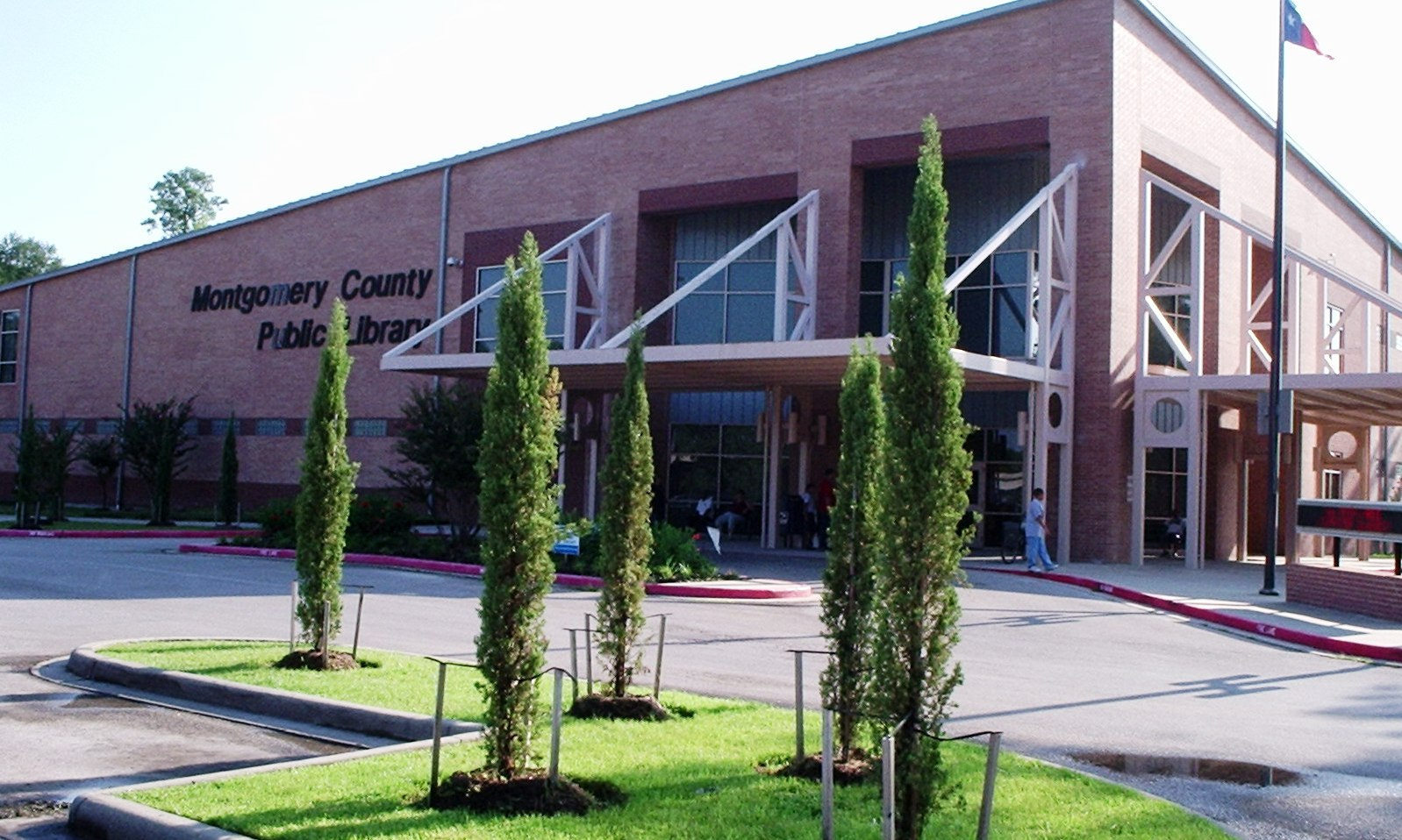
Conroe, Texas, branch of Montgomery County Library.
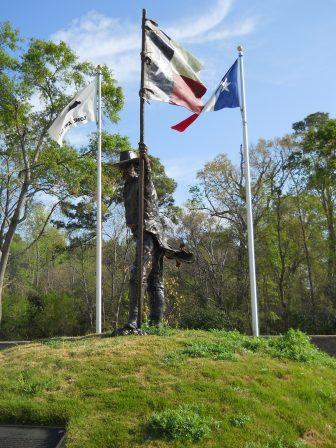
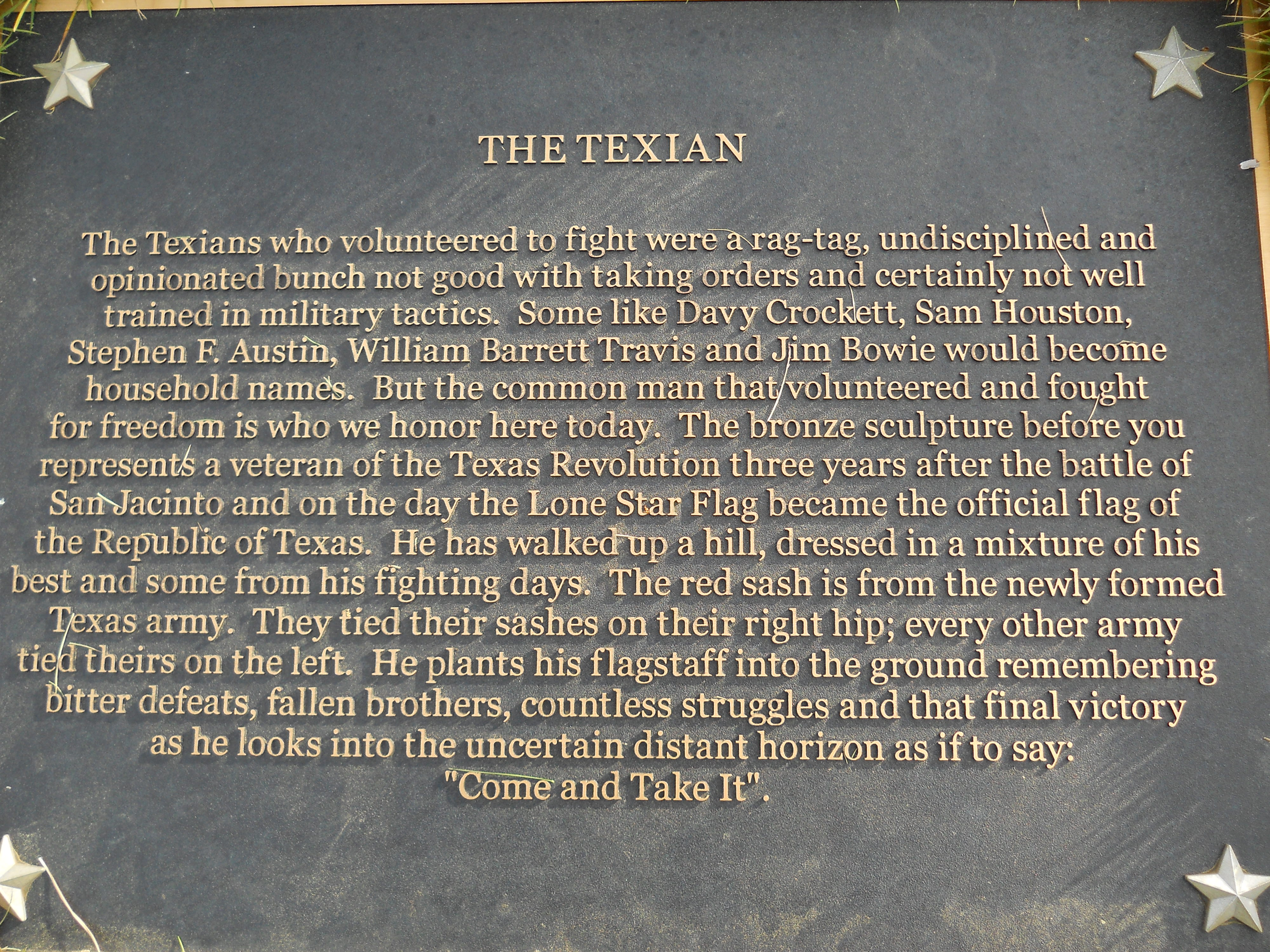
Plaque at statue of Texian, Lone Star Monument and Historical Flag Park, Conroe, TX.
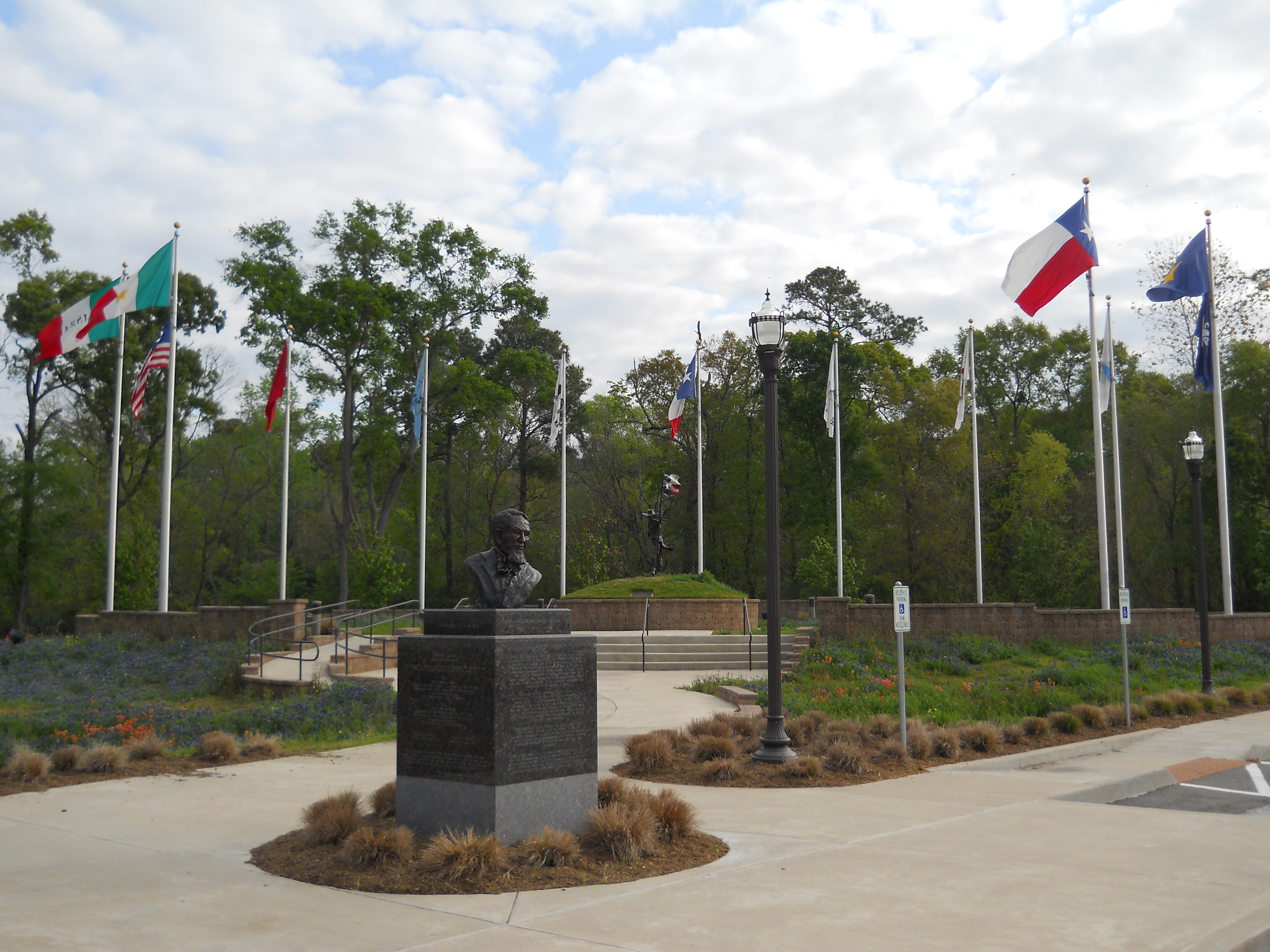
Lone Star Monument and Historical Flag Park, Conroe, TX.
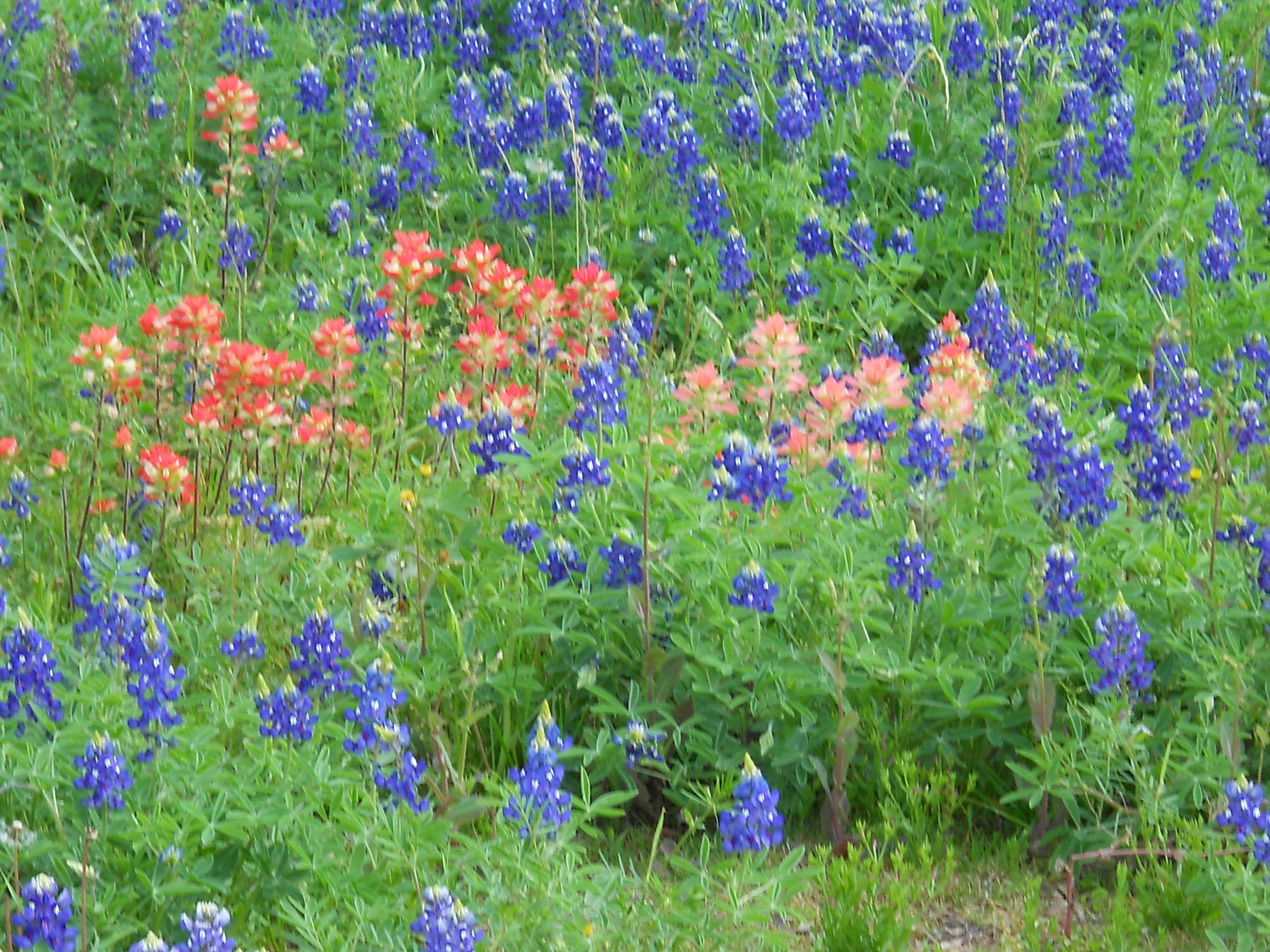
Bluebonnets and Indian Paintbrush in bloom, Lone Star Monument and Historical Flag Park, Conroe, TX.
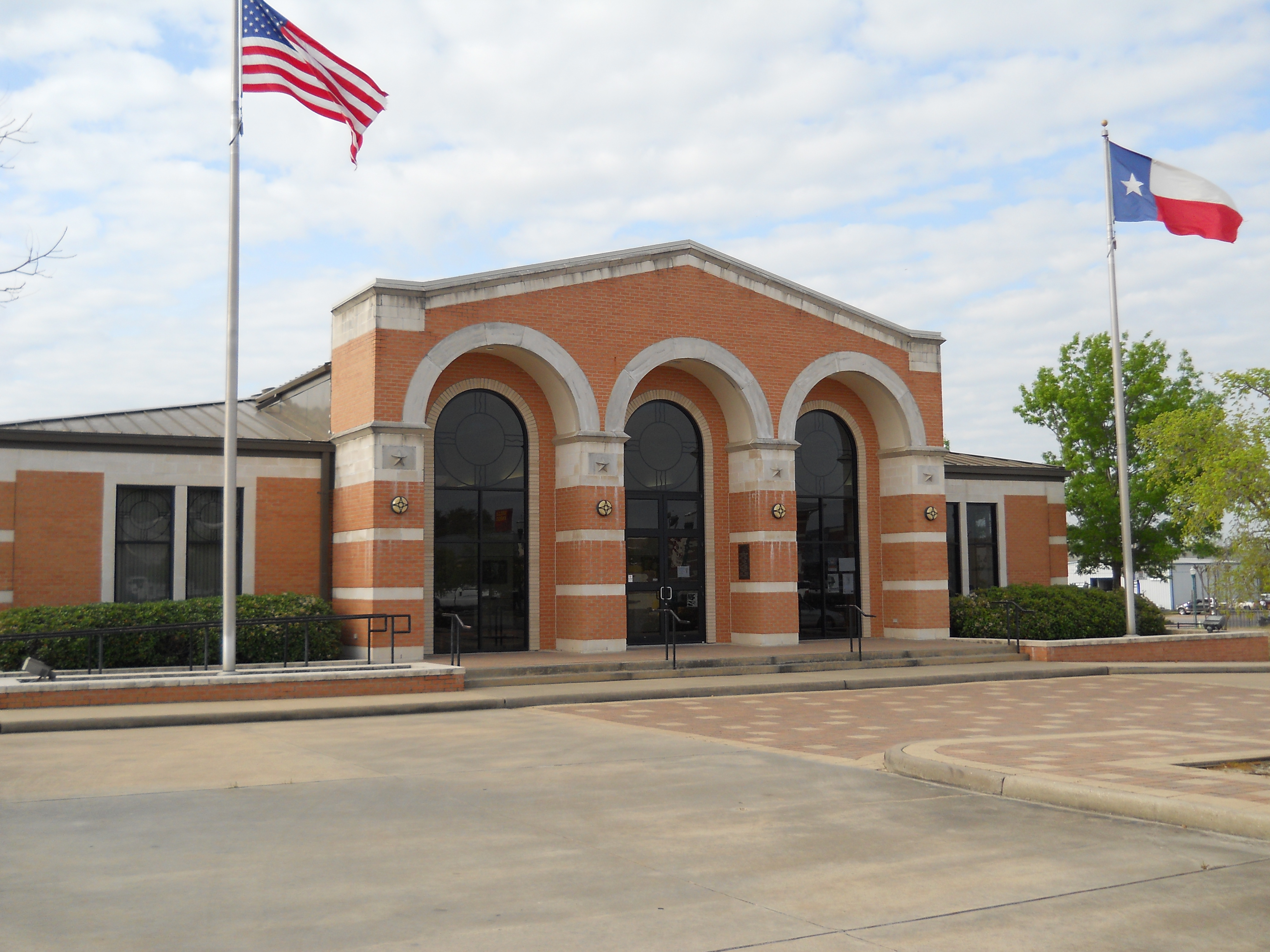
City of Conroe, TX, Chamber of Commerce and visitor information center.
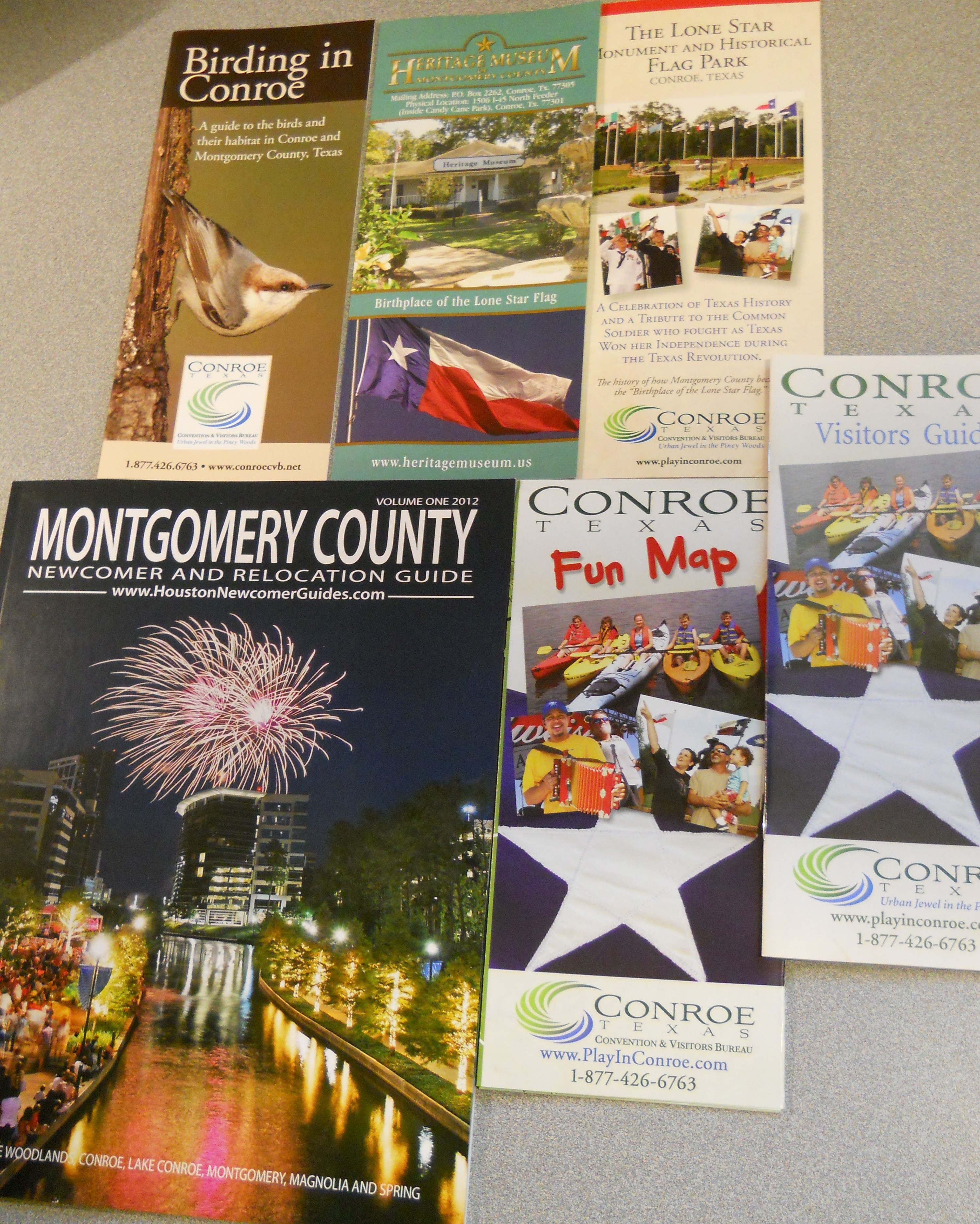
A small sample of written matter from City of Conroe, TX, Chamber of Commerce and visitor information center.
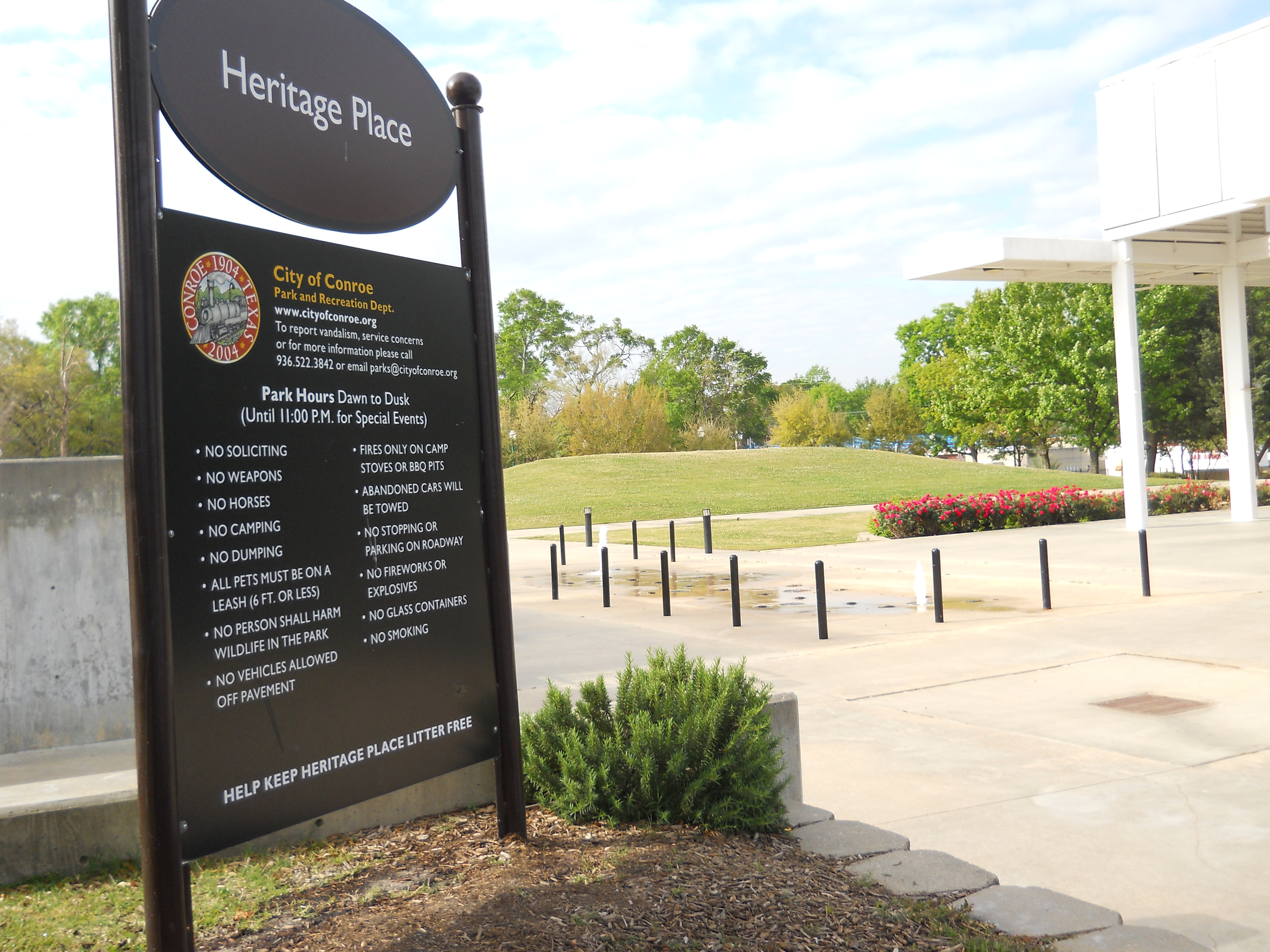
Entrance to Heritage Place Park, City of Conroe, TX.
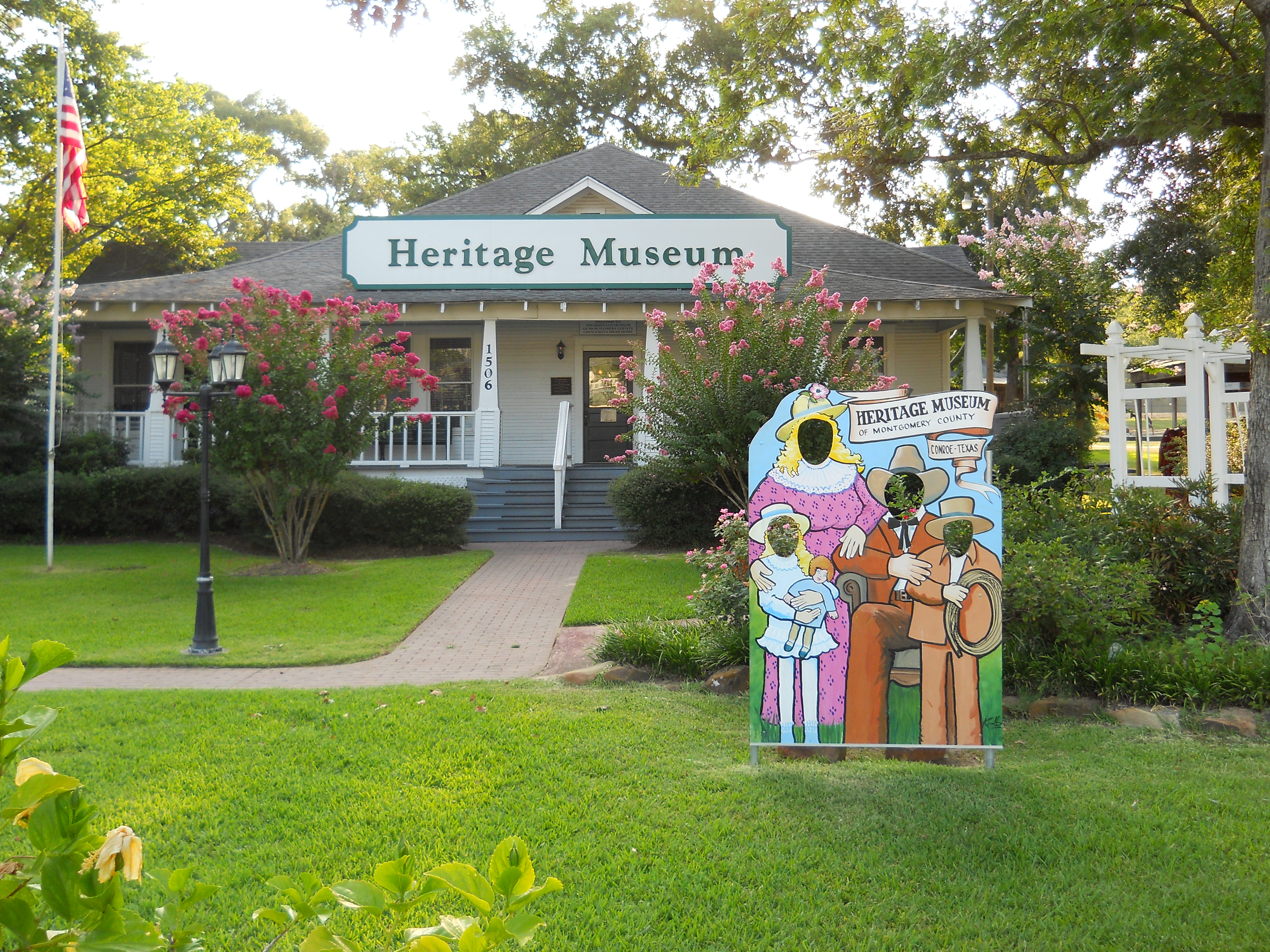
Heritage Museum of Montgomery County, Texas. 1506 I-45 North Feeder, Conroe, TX 77301. Located at the west entrance to Candy Cane Park.